# Sadegh Saeed Goudarzi

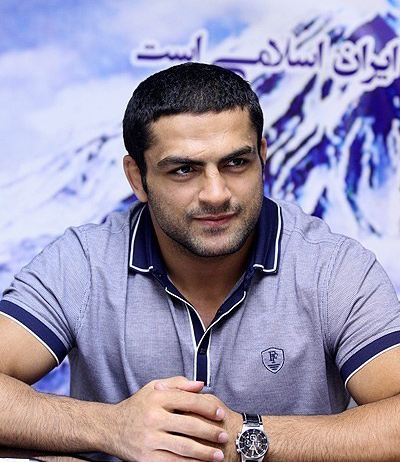
Sadegh Goudarzi in 2012

Sadegh Saeed Goudarzi (* 22. September 1987) ist ein iranischer Ringer. Er gewann bei den Olympischen Spielen 2012 in London eine Silbermedaille im freien Stil im Weltergewicht.

## Werdegang
Sadegh Goudarzi begann im Alter von 11 Jahren 1998 mit dem Ringen. Er gehört dem Ringerclub Khaneh Koshti an und wurde bzw. wird von seinem Vater Saeed Goudarzi und von Pejman Dorostkar, beides ehemalige Weltklasseringer, trainiert. Bei einer Größe von 1,72 Metern startet er im Weltergewicht, der Gewichtsklasse bis 74 kg Körpergewicht. Er ist Student.
Sadegh Goudarzi siegte als Junior in den Jahren 2004 und 2006 bei der Asienmeisterschaft und belegte bei der Junioren-Weltmeisterschaft 2006 in Guangzhou im Weltergewicht hinter dem damals noch für Russland startenden Kachaber Chubeschty den 2. Platz.
Bei den Senioren wurde er erstmals im Jahre 2009 bei einer internationalen Meisterschaft eingesetzt. Er wurde in diesem Jahr in Pattaya Asienmeister im Weltergewicht vor Abdulhakim Schapijew aus Kasachstan. Bei der Weltmeisterschaft dieses Jahres in Herning/Dänemark gewann er mit der Bronzemedaille seine erste Medaille bei den Senioren. Auf dem Weg dazu besiegte er Gábor Hatos aus Ungarn, Seifaddin Osmanow aus Kasachstan und Cho Byung-kwan aus Südkorea. Dann verlor er im Halbfinale gegen Denis Zargusch aus Russland und gewann diese Bronzemedaille in der Trostrunde mit einem Sieg über Murad Gaidarow aus Belarus.
Im Jahre 2010 gewann er bei der Weltmeisterschaft in Moskau die Silbermedaille. Er schlug dabei Suren Markosjan aus Armenien, Abdulhakim Schapijew, Wolodimir Sirotin, Ukraine und Ivan Fundora Zaldivar aus Kuba. Erst im Finale verlor er gegen Denis Zargusch knapp nach Punkten. Im selben Jahr siegte er dann noch bei den Asien-Spielen in Guangzhou vor Kazuyuki Nagashima aus Japan, Dordschwaantschigiin Gombodordsch, Mongolei und Lee Yun-seok aus Südkorea.
2011 wurde Sadegh Goudarzi in Istanbul wieder Vize-Weltmeister. Er besiegte bei dieser Meisterschaft Augusto Minana, GBS, Alexandru Burca aus Moldawien, Murad Geidarow, Dawit Chutischwili aus Georgien und Abdulhakim Schapijew. Im Finale verlor er gegen den neuen US-amerikanischen Ringerstar Jordan Burroughs nach Punkten.
Im Februar 2012 wurde er dann in Gumi/Südkorea wieder Asienmeister. Im Finale besiegte er dabei seinen Dauerrivalen Abdulhakim Schapijew. Gut vorbereitet trat er bei den Olympischen Spielen in London an. Er gewann dort über Kiril Tersiew aus Bulgarien, Soslan Tigijew aus Usbekistan und Gabor Hatos, unterlag aber im Finale wieder gegen Jordan Burroughs, was ihm die olympische Silbermedaille einbrachte.

## Internationale Erfolge
| Jahr | Platz  | Wettbewerb                                            | Gewichtsklasse | Ergebnisse |
| 2004 | 1.     | Asiatische Juniorenmeisterschaft (Cadets) in Bischkek | Welter         | vor Daniar Kulumatow, Kirgisistan und Rustamjon Rachimow, Usbekistan |
| 2006 | 1.     | Asiatische Juniorenmeisterschaft in Abu Dhabi         | Welter         | vor Schanbil Abirow, Kasachstan und Artjom Prisjainjuk, Usbekistan |
| 2006 | 2.     | Junioren-Weltmeisterschaft in Guatemala-Stadt         | Welter         | hinter Kachaber Chubeschty, Russland und vor Aoi Ozuki, Japan und Gia Tschikladse, Georgien |
| 2009 | 4.     | Welt-Cup in Teheran                                   | Welter         | hinter Tschamsulwara Tschamsulwarajew, Aserbaidschan, Yunieski Blanco Mora, Kuba und Dimitri Komisar, Ukraine                                                                                     |
| 2009 | 1.     | Asien-Meisterschaft in Pattaya                        | Welter         | vor Abdulhakim Schapijew, Kasachstan, Kim Jin-i, Südkorea und Ramesh Kumar, Indien |
| 2009 | 3.     | WM in Herning/Dänemark                                | Welter         | nach Siegen über Gábor Hatos, Ungarn, Seifaddin Osmanow, Kasachstan und Cho Byung-kwan, Südkorea, einer Niederlage gegen Denis Zargusch, Russland und einem Sieg über Murad Gaidarow, Belarus     |
| 2010 | 4.     | Welt-Cup in Moskau                                    | Welter         | hinter Murad Gaidarow, Tschamsulwara Tschamsulwarajew und Aniuar Gedujew, Russland |
| 2010 | 1.     | Golden-Grand-Prix in Tiflis                           | Welter         | vor Matthew Gentry, Kanada, Gia Tschikladse und Abdulhakim Schapijew |
| 2010 | 2.     | WM in Moskau                                          | Welter         | nach Siegen über Suren Markosjan, Armenien, Abdulhakim Schapijew, Wolodimir Sirotin, Ukraine und Ivan Fundora Zaldivar, Kuba und einer Niederlage gegen Denis Zargusch                            |
| 2010 | 1.     | Asien-Spiele in Guangzhou                             | Welter         | vor Kazuyuki Nagashima, Japan, Dordschwaantschigiin Gombodordsch, Mongolei und Lee Yun-seok, Südkorea                                                                                             |
| 2011 | 2.     | WM in Istanbul                                        | Welter         | nach Siegen über Augusto Midana, Guinea-Bissau, Alexandru Burca, Moldawien, Murad Gaidarow, Dawit Chutischwili, Georgien und Abdulhakim Schpijew und einer Niederlage gegen Jordan Burroughs, USA |
| 2012 | 1.     | Asien-Meisterschaft in Gumi/Südkorea                  | Welter         | vor Abdulhakim Schapijew, Takafumi Kojima, Japan und Zhan Chongyao, China |
| 2012 | 3.     | Welt-Cup in Baku                                      | Welter         | hinter Jordan Burroughs und Ashraf Alijew |
| 2012 | 1.     | Grand-Prix von Spanien in Madrid                      | Welter         | vor Ricardo Antonio Robertty Moreno, Venezuela, Gabor Hatos und Yoan Blanco, Venezuela |
| 2012 | Silber | OS in London                                          | Welter         | nach Siegen über Kiril Tersiew, Bulgarien, Soslan Tigijew, Usbekistan und Gabor Hatos und einer Niederlage gegen Jordan Burroughs                                                                 |

## Erläuterungen
- alle Wettkämpfe im freien Stil
- OS = Olympische Spiele, WM = Weltmeisterschaft
- Weltergewicht, Gewichtsklasse bis 74 kg Körpergewicht